# アキテーヌ級駆逐艦
アキテーヌ級駆逐艦（フランス語: Frégates classe Aquitaine）は、フランス海軍が運用する駆逐艦の艦級。仏伊共同で進められてきた多任務フリゲート（FREMM）計画に基づいて、フランス海軍向けとして設計・建造されたものである。

## 来歴
当初の計画では、対潜型（FASM: Frégate d'Action Anti-Sous-Marin）8隻、対地攻撃型（FAVT: Frégate d'Action Vers la Terre）9隻の計17隻の建造が予定されていたが、ミサイル駆逐艦として建造が進められていたフォルバン級駆逐艦のうちカサール級駆逐艦の更新分が本級に振り替えられて、防空型（FREDA: Frégates de défense aériennes）2隻が追加された。2013年時点では、対潜型9隻と防空型2隻が建造される計画であった。まず対潜型8隻が2005年11月16日に発注され、これらは2003年度から2008年度の計画に盛り込まれた。
2015年、対潜型の建造数をさらに3隻減らして6隻とすることが決定された。対潜能力はFTI計画によって将来的に補完されるほか、経過措置としてラファイエット級フリゲートの近代化改修が実施される。

## 設計
本級は、レーダー・光波・音波などあらゆる領域についてシグネチャーの低減を企図したステルス艦として設計されている。レーダー断面積（RCS）低減のため、船体外壁には7〜11度の傾斜が付されており、搭載艇などは開閉式のシャッターによって覆われている。これは、先行して配備された、より小型のステルス艦であるラファイエット級フリゲートでも採用された手法であるが、本級ではさらにRCSは低減された。
また主機関をCODLOG方式としたことも、水中放射雑音の低減によるステルス性の向上に役だっている。本級では、巡航時（15ノット以下）にはディーゼル・エレクトリック方式による電気推進で、高速時にはフィアット-ゼネラル・エレクトリックLM2500 T4ガスタービンエンジンによる機械駆動で推進器を駆動する方式とされている。また、艦橋直下の艦底には、曳船の支援なしで出入港できるようアジマススラスターが設置されているが、これは非常推進器としても使用可能であり、6〜7ノットでの航行が可能である。

## 装備

### C4ISR
本級はシステム艦として統合されており、その中核となる戦術情報処理装置としてはSETIS（Ship Enhanced Tactical Information System）が採用されている。メインセンサーとなるのはSバンドの回転型多機能レーダーであるヘラクレスで、これは艦橋構造物上方に設置されている。なお、防空型においては、空中線部を4面固定式としたシー・ファイア500型に変更する計画がある。また電子攻撃を受けている場合や電波管制（EMCON）状況を想定した電子光学センサーとして、回転式のヴァンピールや固定式のアルテミスも装備されている。
水測機器としては、5キロヘルツ級の低周波ソナーであるTMS-4110CLをバウ・ソナーとして装備するほか、艦尾からは曳航式のUMS-4229 CAPTASを展開できる。

### 武器システム
艦橋構造物直前の前甲板には、本級の武器システムの中核となるシルヴァーVLS 4基（計32セル）が装備されている。このうち2基（16セル）は底が比較的浅いA43型で、アスター15個艦防空ミサイルの運用に用いられる。一方、残り2基は底が深いA70型で、以前はSCALPナヴァルと称されていたMdCN巡航ミサイルの運用に用いられる。また防空型においては、これらは全て、アスター30艦隊防空ミサイルの運用を想定したA50型に変更される計画である。
なお、対水上火力としてはエグゾセMM40（ブロック2または3）艦対艦ミサイルが採用されており、これは4連装発射筒2基に収容されて、後檣直前の中部甲板両舷に搭載しているが、ステルス性保持のため、排気口以外は外壁内に隠されている。
主砲としては、フォルバン級と同じオート・メラーラ社製コンパット76mm単装速射砲が、VLS直前の艦首甲板に設置されている。砲射撃指揮装置としてはNA-25XPが採用されており、レドームに収容されてヘラクレス直前の艦橋構造物上に設置されている。

## 同型艦一覧
| 運用者       | 設計 | #        | 艦名                          | 建造所 | 起工            | 進水            | 就役            |
| ------------ | ---- | -------- | ----------------------------- | ------ | --------------- | --------------- | --------------- |
| フランス海軍 | 対潜 | D 650    | アキテーヌ （Aquitaine）      | DCNS   | 2007年 3月16日  | 2010年 4月29日  | 2015年 12月2日  |
| フランス海軍 | 対潜 | D 652    | プロヴァンス （Provence）     | DCNS   | 2010年 12月15日 | 2013年 9月18日  | 2016年 6月9日   |
| フランス海軍 | 対潜 | D 653    | ラングドック （Languedoc）    | DCNS   | 2011年 11月30日 | 2014年 7月12日  | 2017年 7月4日   |
| フランス海軍 | 対潜 | D 654    | オーヴェルニュ （Auvergne）   | DCNS   | 2012年 8月      | 2015年 9月2日   | 2018年 2月14日  |
| フランス海軍 | 対潜 | D 655    | ブルターニュ （Bretagne）     | DCNS   | 2013年          | 2016年 9月16日  | 2019年 2月20日  |
| フランス海軍 | 対潜 | D 651    | ノルマンディー （Normandie）  | DCNS   | 2014年          | 2018年 2月1日   | 2020年 6月3日   |
| フランス海軍 | 対空 | D 656    | アルザス （Alsace）           | DCNS   | 2016年 6月      | 2019年 4月18日  | 2021年 11月22日 |
| フランス海軍 | 対空 | D 657    | ロレーヌ （Lorraine）         | DCNS   | 2019年 5月      | 2020年 11月13日 | 2023年 11月13日 |
| エジプト海軍 | 対潜 | FFG-1001 | タヒヤ・ミスル （Tahya Misr） | DCNS   | 2009年 10月8日  | 2012年 10月18日 | 2016年 3月17日  |
| モロッコ海軍 | 対潜 | 701      | モハマド6世 （Mohamed VI）    | DCNS   | 2008年          | 2011年 9月14日  | 2014年 1月30日  |

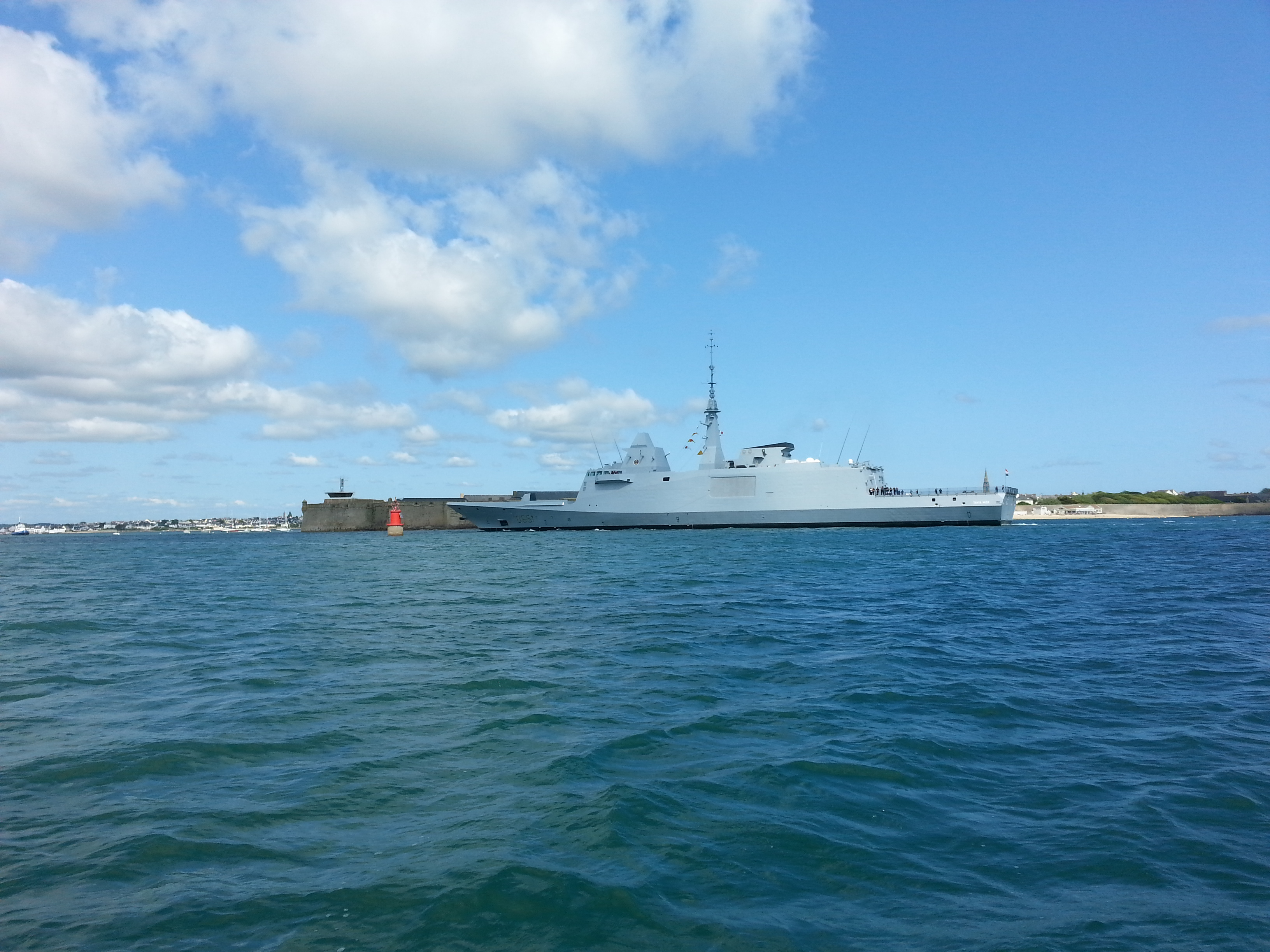
エジプト海軍の「タヒヤ・ミスル」
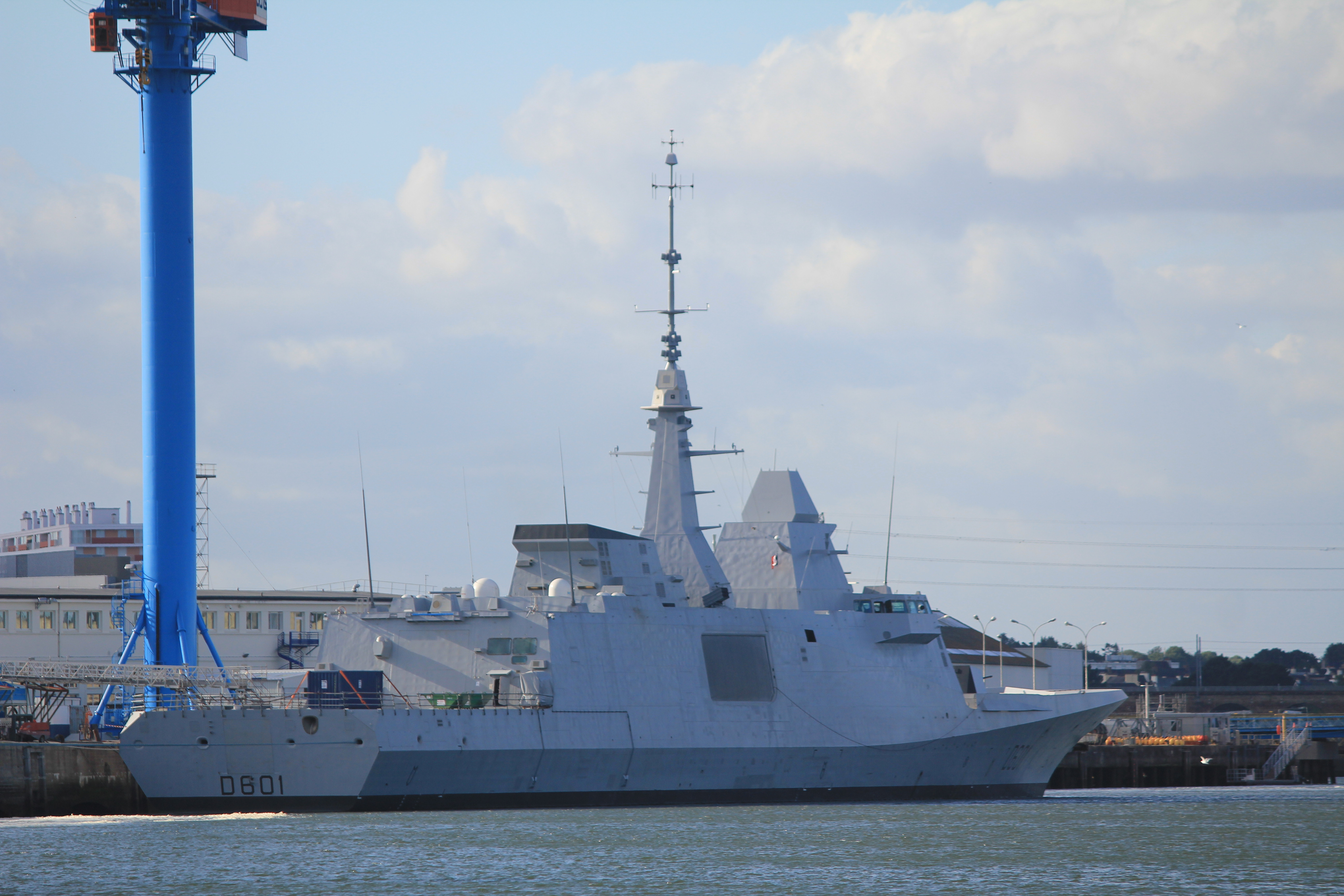
モロッコ海軍の「モハマド6世」